# Tate Multimedia
Tate Multimedia SA é uma editora polonesa de videogames com títulos em console de jogos eletrônicos, consoles portáteis e Windows. A empresa foi fundada em 2002 e depois se fundiu com a Tate Interactive (anteriormente X-Ray Interactive ) em 2015.
Em julho de 2022, a Tate passou de desenvolvedor/publicadora para publicadora em tempo integral.

## Jogos notáveis
| Ano  | Título                                   | Sistema(s)                                               | Publicador(es)                                        |
| ---- | ---------------------------------------- | -------------------------------------------------------- | ----------------------------------------------------- |
| 2000 | Kao the Kangaroo                         | Dreamcast, PC                                            | Titus Interactive                                     |
| 2003 | Penguin Kelvin                           | PC                                                       | Play Publishing (PLAY Sp. z oo )                      |
| 2003 | Kao the Kangaroo: Round 2                | Xbox, Game Cube, PS2, PC                                 | JoWooD Productions, Atari                             |
| 2005 | Kao Challengers                          | PSP                                                      | Atari                                                 |
| 2005 | Kao the Kangaroo: Mystery of the Volcano | PC                                                       | N3VRF41L Publishing (Austrália) / 1C Company (Rússia) |
| 2007 | Asterix & Obelix XXL 2 - Mission: Wifix  | PSP                                                      | Atari Europe                                          |
| 2007 | Lanfeust of Troy                         | PSP                                                      | Atari Europe                                          |
| 2007 | Go West! A Lucky Luke Adventure          | DS, PC, Wii                                              | Atari Europe                                          |
| 2008 | My Horse & Me 2                          | DS, PC, PS2, Wii, Xbox 360                               | Atari Europe                                          |
| 2010 | The Saddle Club                          | PC, Wii                                                  | Deep Silver                                           |
| 2011 | Titeuf le Film                           | PC, Wii, DS                                              | Deep Silver                                           |
| 2013 | Urban Trial Freestyle                    | PC, PS3, PS Vita, Nintendo 3DS, iOS                      | Tate Interactive                                      |
| 2017 | Urban Trial Freestyle 2                  | Nintendo 3DS                                             | Tate Interactive                                      |
| 2018 | Urban Trial Playground                   | Nintendo Switch, PC                                      | Tate Interactive                                      |
| 2018 | Steel Rats                               | PC, Linux, Mac, Xbox One, PS4                            | Tate Interactive                                      |
| 2022 | Kao the Kangaroo                         | PC, Xbox One, Xbox Series X/S, PS4, PS5, Nintendo Switch | Tate Multimedia                                       |
| 2023 | Voodolls                                 | PC                                                       | Tate Multimedia                                       |
| 2024 | Deathbound                               | PC, Xbox Series X/S, PS5                                 | Tate Multimedia                                       |